# The New Crystal Silence
The New Crystal Silence is een muziekalbum van twee jazzmusici, Chick Corea en Gary Burton. Zij spelen al samen sinds 1972 toen een toevallige ontmoeting op de jazzfestival in Duitsland. De organisator verzocht alle musici op dat festival mee te doen aan de jamsessie; Corea en Burton waren de enige twee, die dat aandurfden zonder te repeteren. Sindsdien treden ze regelmatig samen op. Opvallend is de (schijnbare) tegenstelling tussen beide heren. Corea componeert en improviseert daarop; Burton improviseert en komt zo tot een compositie. De titel verwijst naar het eerste album van hun samenwerking The Crystal Silence; in 1972 verschenen bij ECM Records. De opnamen van het 2007-album zijn gemaakt op:
- CD1: 10 mei en 12 mei 2007 in de Sydney Opera House
- CD2: 11 juli 2007: jazzfestival te Molde
  - (5): 13 juli 2007 Tenerife.

## Musici
- Chick Corea – piano;
- Gary Burton – vibrafoon
- Sydney Orchestra o.l.v. Jonathan Stockhammer.

## Composities
Allen zijn van Corea, behalve waar aangegeven
CD1:
1. Duende
2. Love Castle
3. Brasilia
4. Crystal Silence
5. La Fiesta

CD2
1. Bud Powell
2. Waltz For Debby (Bill Evans)
3. Alegria
4. No Mystery
5. Senor Mouse
6. Sweet And Lovely (Gus Arnheim, Charles Daniels, Harry Tobias)
7. I Love Porgy (George Gershwin, Ira Gershwin, Du Bose Heyward)
8. La Fiesta

Het voorwoord komt van Pat Metheny.
Andere albums in deze samenstelling (zonder orkest):
- 1972: The Crystal Silence
- 1979: Duet (album)
- 1980: Zürich-Concert
- 1983: Lyric Suite for Sextet
- 1997: Native Sense